# Ходжат Хагверді
Ходжат Хагверді (азерб. Höccət Haqverdi; перс. حجت حق‌وردی, нар. 3 лютого 1993, Мешхед) — іранський та азербайджанський футболіст, захисник азербайджанського клубу «Нефтчі».
Виступав, зокрема, за клуби «Зоб Ахан» та «Пайкан», а також національну збірну Азербайджану.

## Клубна кар'єра
Народився 3 лютого 1993 року в місті Мешхед. 
У дорослому футболі дебютував 2013 року виступами за команду «Абумослем», у якій провів один сезон, взявши участь у 4 матчах чемпіонату. 
Своєю грою за цю команду привернув увагу представників тренерського штабу клубу «Зоб Ахан», до складу якого приєднався 2014 року. Відіграв за команду з Ісфахана наступні три сезони своєї ігрової кар'єри.
У 2017 році уклав контракт з клубом «Пайкан», у складі якого провів наступні чотири роки своєї кар'єри гравця.  Більшість часу, проведеного у складі «Пайкана», був основним гравцем захисту команди.
Згодом з 2021 по 2022 рік грав у складі команд «Сумгаїт» та «Трактор Сазі».
До складу клубу «Нефтчі» приєднався 2023 року. Станом на 19 вересня 2024 року відіграв за бакинську команду 45 матчів в національному чемпіонаті.

## Виступи за збірну
У 2021 році дебютував в офіційних матчах у складі національної збірної Азербайджану.
| Дата       | Місто      | Господарі          | Результат | Гості       | Турнір                               | Голи | Примітки |
| ---------- | ---------- | ------------------ | --------- | ----------- | ------------------------------------ | ---- | -------- |
| 2-6-2021   | Мінськ     | Білорусь           | 1 – 2     | Азербайджан | товариський матч                     | -    |          |
| 6-6-2021   | Кишинів    | Молдова            | 1 – 0     | Азербайджан | товариський матч                     | -    | 45'      |
| 1-9-2021   | Люксембург | Люксембург         | 2 – 1     | Азербайджан | Відбір до ЧС 2022                    | -    |          |
| 4-9-2021   | Дублін     | Ірландія           | 1 – 1     | Азербайджан | Відбір до ЧС 2022                    | -    |          |
| 7-9-2021   | Баку       | Азербайджан        | 0 – 3     | Португалія  | Відбір до ЧС 2022                    | -    | 77'      |
| 9-10-2021  | Баку       | Азербайджан        | 0 – 3     | Ірландія    | Відбір до ЧС 2022                    | -    |          |
| 12-10-2021 | Белград    | Сербія             | 3 – 1     | Азербайджан | Відбір до ЧС 2022                    | -    | 29'      |
| 14-11-2021 | Баку       | Азербайджан        | 2 – 2     | Катар       | товариський матч                     | -    |          |
| 25-3-2022  | Та-Калі    | Мальта             | 1 – 0     | Азербайджан | товариський матч                     | -    |          |
| 29-3-2022  | Баку       | Азербайджан        | 0 – 1     | Латвія      | товариський матч                     | -    |          |
| 3-6-2022   | Астана     | Казахстан          | 2 – 0     | Азербайджан | Ліга націй УЄФА 2022-2023 - 1-й етап | -    |          |
| 6-6-2022   | Новий Сад  | Білорусь           | 0 – 0     | Азербайджан | Ліга націй УЄФА 2022-2023 - 1-й етап | -    |          |
| 10-6-2022  | Баку       | Азербайджан        | 0 – 1     | Словаччина  | Ліга націй УЄФА 2022-2023 - 1-й етап | -    |          |
| 22-9-2022  | Трнава     | Словаччина         | 1 – 2     | Азербайджан | Ліга націй УЄФА 2022-2023 - 1-й етап | 1    |          |
| 25-9-2022  | Баку       | Азербайджан        | 3 – 0     | Казахстан   | Ліга націй УЄФА 2022-2023 - 1-й етап | -    |          |
| 16-11-2022 | Кишинів    | Молдова            | 1 – 2     | Азербайджан | товариський матч                     | -    |          |
| 20-11-2022 | Скоп'є     | Північна Македонія | 1 – 3     | Азербайджан | товариський матч                     | -    | 75'      |
| 24-3-2023  | Лінц       | Австрія            | 4 – 1     | Азербайджан | Відбір до ЧЄ 2024                    | -    |          |
| 27-3-2023  | Гетеборг   | Швеція             | 5 – 0     | Азербайджан | Відбір до ЧЄ 2024                    | -    | 73'      |
| 17-6-2023  | Баку       | Азербайджан        | 1 – 1     | Естонія     | Відбір до ЧЄ 2024                    | -    | 46'      |
| 13-10-2023 | Таллінн    | Естонія            | 0 – 2     | Азербайджан | Відбір до ЧЄ 2024                    | -    |          |
| 16-10-2023 | Баку       | Азербайджан        | 0 – 1     | Австрія     | Відбір до ЧЄ 2024                    | -    |          |
| 16-11-2023 | Баку       | Азербайджан        | 3 – 0     | Швеція      | Відбір до ЧЄ 2024                    | -    | 66'      |
| 19-11-2023 | Брюссель   | Бельгія            | 5 – 0     | Азербайджан | Відбір до ЧЄ 2024                    | -    |          |
| Усього     |            | Матчів             | 24        |             | Голів                                | 1    |          |